# 阿格巴尼·達雷戈

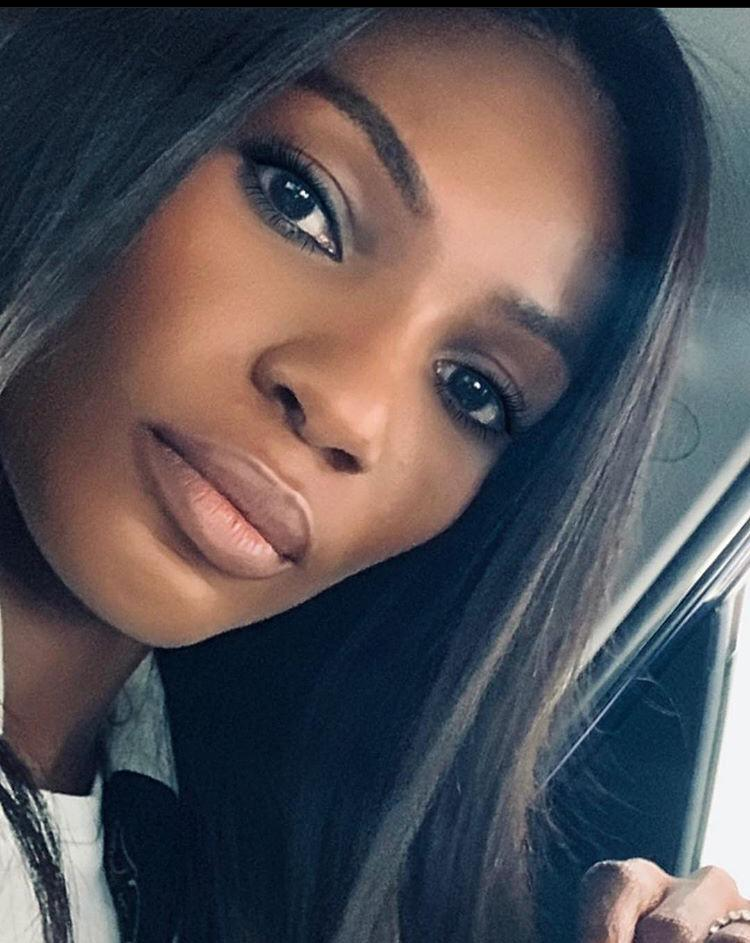

阿格巴尼·阿塞尼特·達雷戈（英語：Agbani Asenite Darego，1982年12月22日—）是奈及利亞的女性模特兒，也是2001年世界小姐選美冠軍。

## 經歷
阿格巴尼·達雷戈的家庭來自河流州，她則出生於拉哥斯，成長於哈科特港，並於哈科特港大學電腦科學系畢業，然後留學於美國的紐約大學獲得心理學碩士。

## 外部連結
- 阿格巴尼·達雷戈官方網站 （页面存档备份，存于）